# Lussanvira marmorata
Lussanvira marmorata is een hooiwagen uit de familie Gonyleptidae.